# Pfarrkirche Bad Mitterndorf

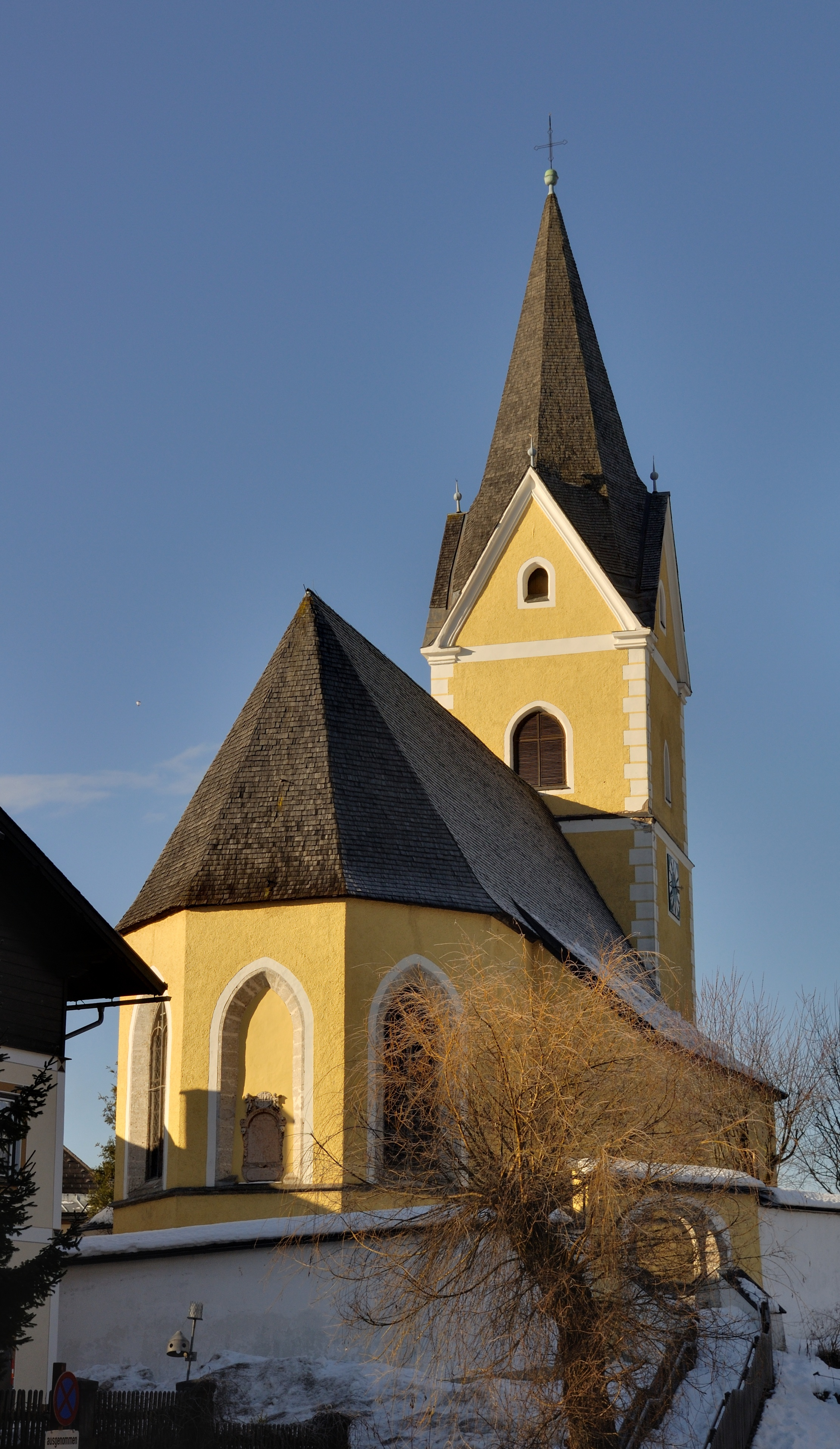
Pfarrkirche Bad Mitterndorf

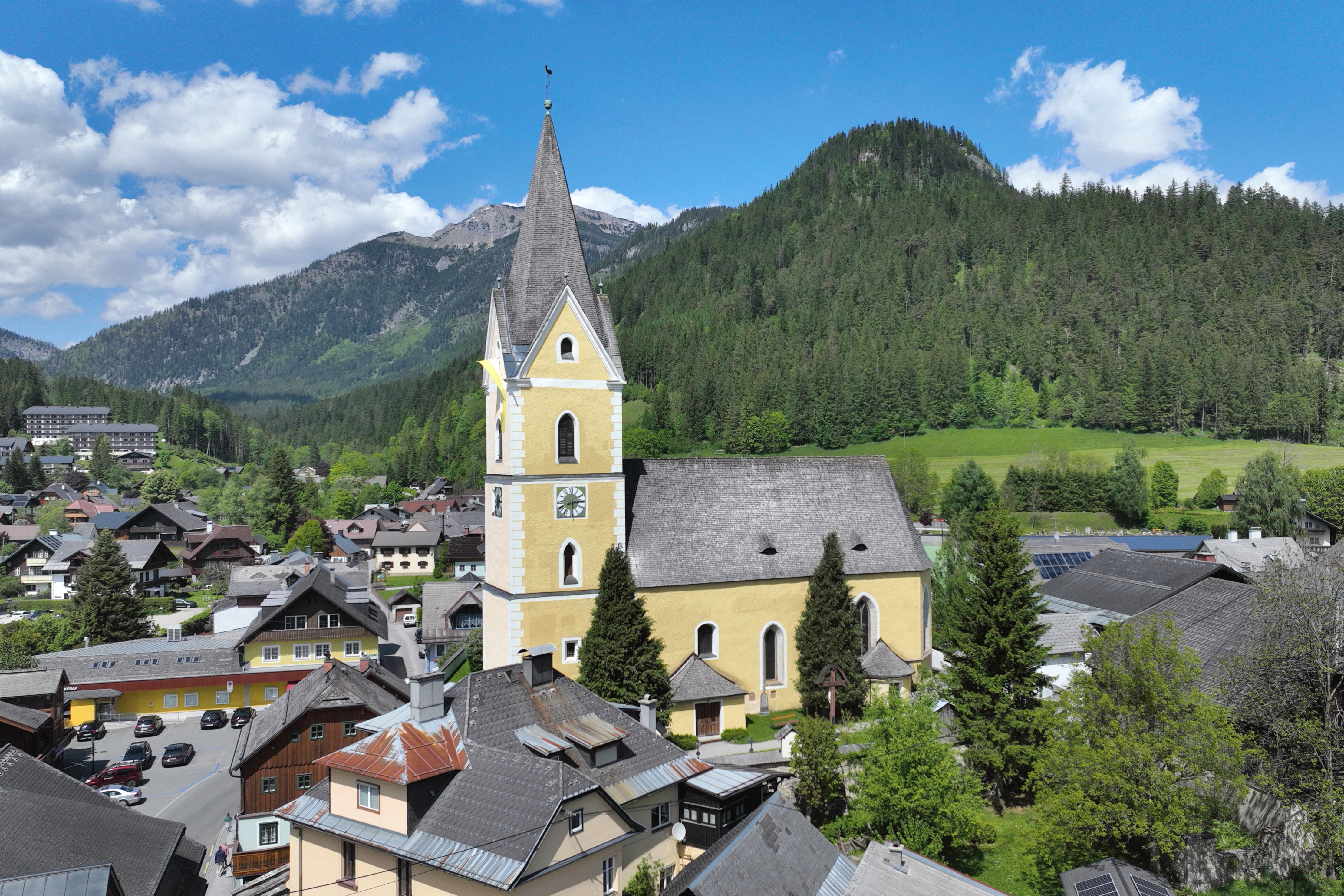
Südsüdwestansicht der Pfarrkirche

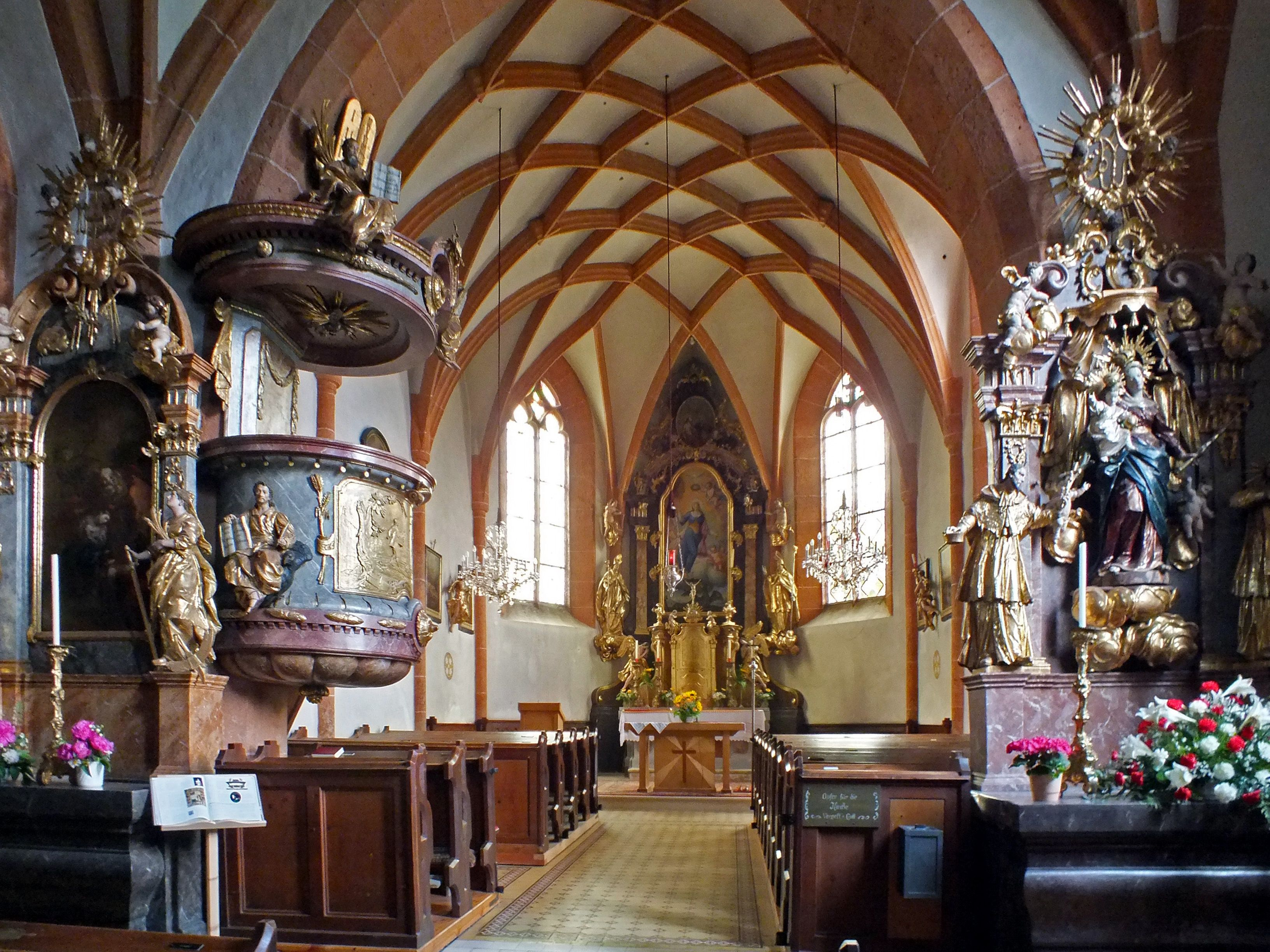
Innenansicht

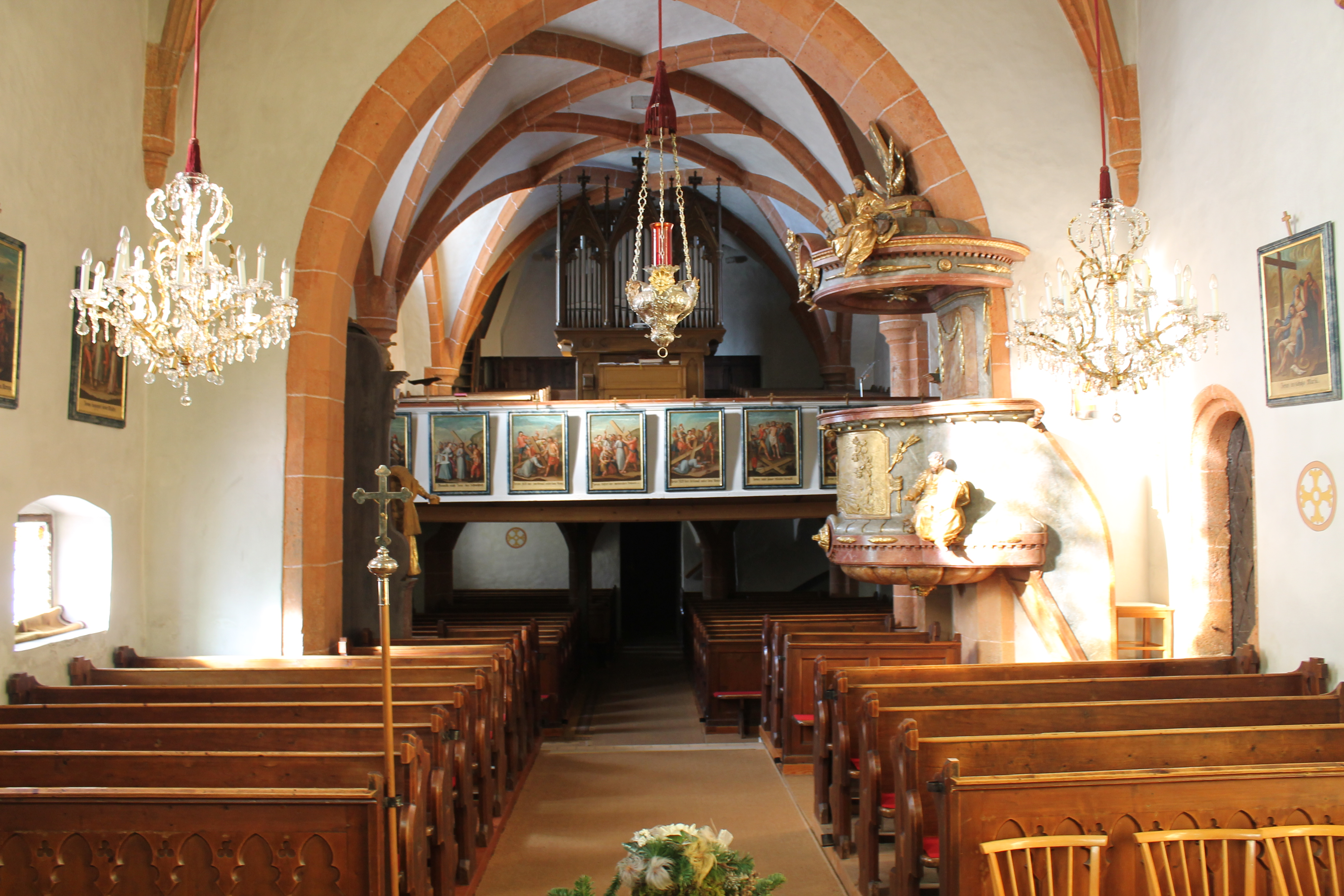
Innenansicht in Richtung Empore

Die römisch-katholische Pfarrkirche Bad Mitterndorf steht erhöht über dem Ortszentrum der Gemeinde Bad Mitterndorf im Bezirk Liezen in der Steiermark. Sie ist der heiligen Margareta geweiht und bildet mit den Pfarren Kumitz und Tauplitz den Pfarrverband Hinterberg im Dekanat Oberes Ennstal – Steirisches Salzkammergut. Die Kirche steht unter Denkmalschutz.

## Geschichte
Die Kirche wird 1335 erstmals urkundlich erwähnt. 1420 wurde die Kirche dem Chorherrenstift in Wiener Neustadt inkorporiert. 1491 wurde es dem St. Georgs-Orden in Millstatt am See verliehen. Zwischen 1577 und 1773 war die Kirche dem Jesuitenkolleg Graz unterstellt.
Das spätgotische Langhaus stammt aus der Mitte des 14. Jahrhunderts, der Chor sowie die Gewölbe wurden im 15. Jahrhundert errichtet. 1951 wurde die Kirche restauriert.

## Kirchenbau
Der Chor ist hoch und durch einen 3/8-Schluss geschlossen. Darüber ist Netzrippengewölbe. In den Chorschluss sind zweibahnige Maßwerkfenster eingelassen. Das Langhaus wird von einem eingestellten spitzbogigen Triumphbogen vom Chor getrennt. Es ist etwa gleich breit wie der Chor, dafür etwas niedriger. Das zweieinhalb-jochige Langschiff weist an den Wandpfeilern überall Halbrunddienste auf. Über dem Langschiff ist unregelmäßiges und breitmaschiges Netzrippengewölbe. Das spitzbogige Südportal im Stil der Gotik wurde 1969 freigelegt. Die dreiachsige Westempore ist ebenfalls gotisch. Die Rippen der Unterwölbung wurden entfernt. Die Brüstung wurde in jüngerer Zeit weit vorgezogen. Nördlich des Chores ist die Sakristei angebaut. Direkt östlich davon, an das Langschiff angebaut ist eine kleine Kapelle. Beide Räume können durch gotische Sakristeitüren mit Eisenbeschlägen betreten werden. Westlich des Langhauses schließt der dreigeschoßige gotische Kirchturm mit Spitzhelm an.

## Ausstattung
Die vorzügliche Ausstattung wurde vom Bildhauer und Maler Johann Fortschegger geschaffen. Der Hochaltar von 1771 wurde mit einem freistehenden Tabernakel gebaut. Das Altarbild „Mariä Himmelfahrt“ wird von vergoldeten Statuen der Heiligen Rupert und Virgil flankiert.
Das Altarbild des Barbaraaltares von 1782 zeigt die „Enthauptung der heiligen Barbara“. Das Bild stammt von Martin Johann Schmidt („Kremser Schmidt“) und entstand zur selben Zeit wie der Altar. 1952 erfolgte eine Restaurierung.
Der Marienaltar wurde um 1770 errichtet. Die gute Mittelstatue zeigt „Maria mit dem Kind“. Sie wird von Statuen des heiligen Johannes Nepomuk und des heiligen Aloisius flankiert. In der Kapelle nördlich des Langhauses ist der Annenaltar von 1783 aufgebaut. Auf diesem steht eine Figur des heiligen Josef mit grünendem Stab sowie des heiligen Joachim.
An der Kanzel von 1800 sind vergoldete Figuren der vier Evangelisten angebracht sowie ein Relief des „Sämannes“. Im Chor sind zwei Leuchterengel, die von Fortschegger stammen könnten. Im Langschiff steht ein spätgotisches Vortragekreuz vom Anfang des 16. Jahrhunderts. In der Kirche hängen drei barocke Bilder: Eines zeigt die heilige Margaretha und stammt aus dem zweiten Viertel des 18. Jahrhunderts, eines zeigt den heiligen Franz von Paola und das dritte Bild von 1747 ist ein Missinsbild mit dem Motiv der Heiligsten Dreifaltigkeit. Die ersten beiden Bilder hängen heute in der Annakapelle. Dort steht auch ein zwölfeckiger spätgotischer Taufstein aus rotfärbigem Marmor. Am Deckel ist eine Figurengruppe, die die Taufe Christi darstellt. Die von Fortschegger geschaffene Figurengruppe entstand Ende des 18. Jahrhunderts. Auf der Empore stehen Reste des alten Kirchengestühls von 1700.
Erwähnenswert ist noch der Grabstein des Johann David Betscher († 1692) aus rotem Marmor.
Die Glocke goss Martin Feltl im Jahr 1755. Vor der Kirche steht ein barockes Kruzifix, das von Fortschegger stammen könnte. Es entstand um 1800.

### Orgel

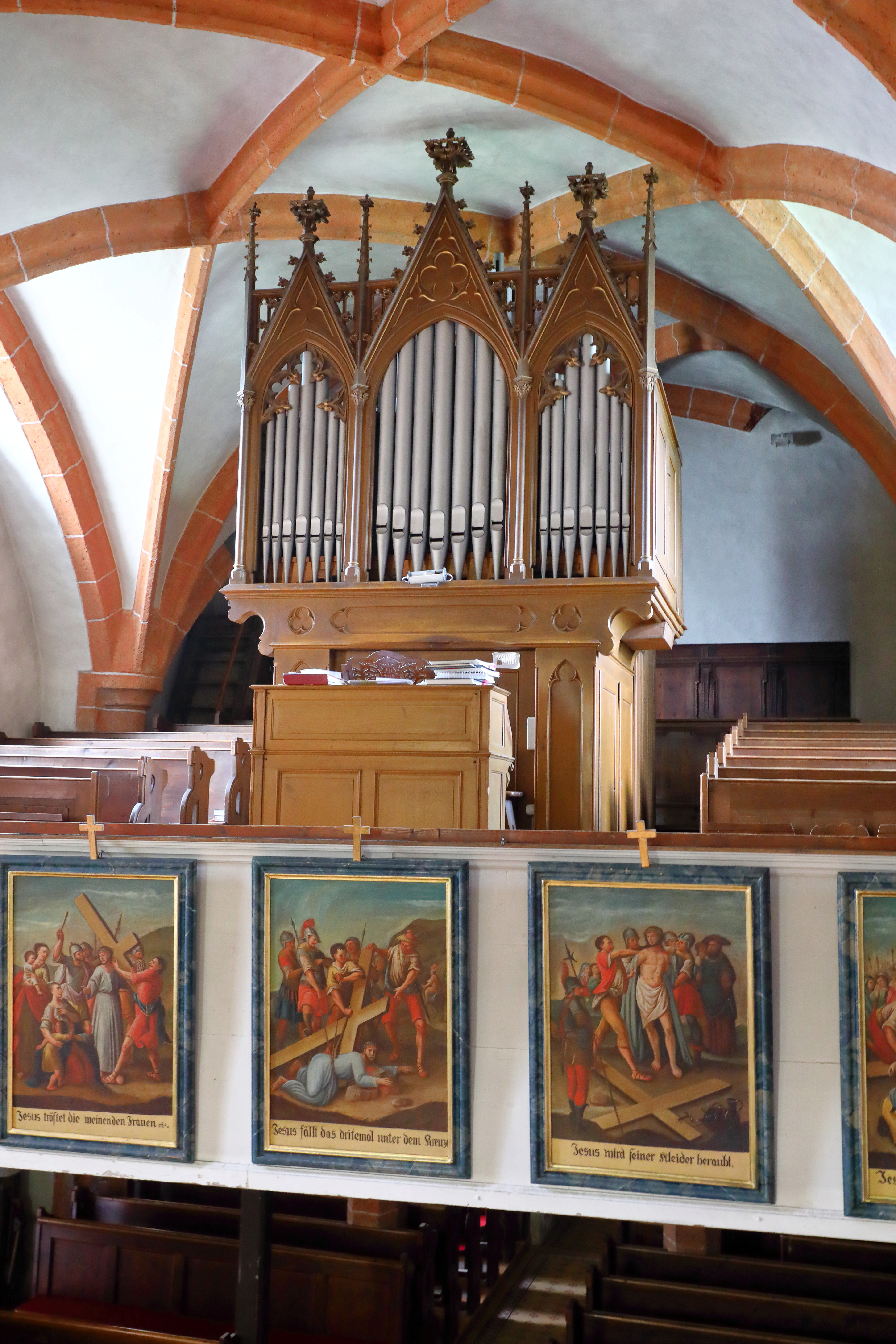
Orgel der Pfarrkirche

Die Kirche erhielt 1908 eine Orgel mit neugotischem Prospekt aus der Werkstatt von Konrad Hopferwieser senior in Graz, die 1947 durch die Gebrüder Mauracher in Linz um ein zweites Manual erweitert wurde. Das Werk besitzt die folgende Disposition:
| I. Manual C–f3 |           |       |
| 1.             | Prinzipal | 8‘    |
| 2.             | Viola     | 8‘    |
| 3.             | Gedackt   | 8‘    |
| 4.             | Oktav     | 4‘    |
| 5.             | Flöte     | 4‘    |
| 6.             | Mixtur IV | 2 ⁄3′ |

| II. Manual C–f3 |                |    |
| 07.             | Rohrflöte      | 8‘ |
| 08.             | Dolce          | 8‘ |
| 09.             | Gemshorn       | 4‘ |
| 10.             | Sesquialter II |    |
| 11.             | Prinzipal      | 2‘ |
| 12.             | Sifflöte       | 1′ |

| Pedal C–d1 |            |     |
| 13.        | Subbass    | 16‘ |
| 14.        | Bassflöte  | 08‘ |
| 15.        | Choralbass | 04‘ |

- Koppeln: II/I, II/P, I/P